# Stortjärnen (Bodsjö socken, Jämtland, 697445-145120)
Stortjärnen är en sjö i Bräcke kommun i Jämtland och ingår i Ljungans huvudavrinningsområde.